# КК Академик
КК Академик (буг. ПБК Академик) je био бугарски кошаркашки клуб из Софије. Такмичио се у Кошаркашкој лиги Бугарске.

## Историја
Клуб је основан 1947. као део спортско друштва Академик Софија. Најуспешнији су бугарски кошаркашки клуб са 26 освојених титула државног шампиона и 11 купова. Највеће међународне успехе су имали током 50-их година када су два пута играли финале Купа европских шампиона, 1588 и 1959. Од 2000. до 2018. године клуб је носио име Лукоил академик због спонзорства са руском компанијом Лукоил. У септембру 2020. године клуб је престао да се такмичи.

## Успеси

### Национални
- Првенство Бугарске:
  - Првак (26): 1957, 1958, 1959, 1963, 1968, 1969, 1970, 1971, 1972, 1973, 1975, 1976, 2003, 2004, 2005, 2006, 2007, 2008, 2009, 2010, 2011, 2012, 2013, 2015, 2016, 2017.
- Куп Бугарске:
  - Победник (11): 1952, 1954, 2002, 2003, 2004, 2006, 2007, 2008, 2011, 2012, 2013.

### Међународни
- Куп Европских шампиона:
  - Финалиста (2): 1958, 1959.

## Познатији играчи
- Перо Антић
- Антонио Беркс
- Филип Виденов
- Александар Глинтић
- Никола Драговић
- Јуре Лалић
- Лари О'Банон
- Андре Овенс
- Бојан Поповић
- Дејвид Сајмон
- Дамјан Стојановски
- Ненад Чанак

## Познатији тренери
- Јовица Арсић